# Melissa Hart (Politikerin)

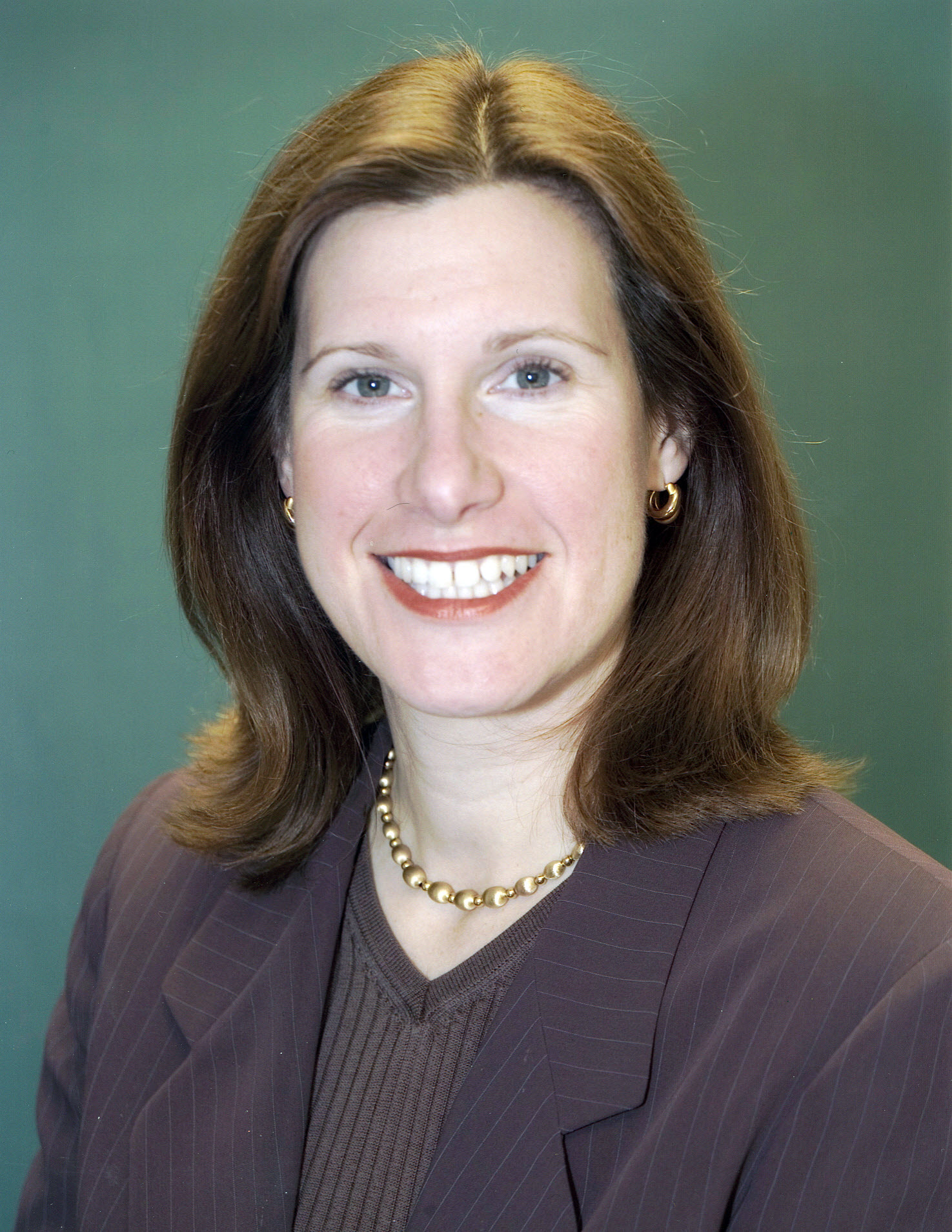
Melissa Hart

Melissa A. Hart (* 4. April 1962 in Pittsburgh, Pennsylvania) ist eine US-amerikanische Politikerin. Zwischen 2001 und 2007 vertrat sie den Bundesstaat Pennsylvania im US-Repräsentantenhaus.

## Werdegang
Melissa Hart besuchte die North Allegheny High School und danach bis 1984 das Washington & Jefferson College in Washington (Pennsylvania). Nach einem anschließenden Jurastudium an der University of Pittsburgh und ihrer 1987 erfolgten Zulassung als Rechtsanwältin begann sie in diesem Beruf zu arbeiten. Sie war als Spezialistin im Immobilienrecht für eine Kanzlei in Pittsburgh tätig. Gleichzeitig schlug sie als Mitglied der Republikanischen Partei eine politische Laufbahn ein. Zwischen 1991 und 2000 saß sie im Senat von Pennsylvania. Dort leitete sie zeitweise den Finanzausschuss.
Bei den Kongresswahlen des Jahres 2000 wurde Hart im vierten Wahlbezirk von Pennsylvania in das US-Repräsentantenhaus in Washington, D.C. gewählt, wo sie am 3. Januar 2001 die Nachfolge des Demokraten Ron Klink antrat. Nach zwei Wiederwahlen konnte sie bis zum 3. Januar 2007 drei Legislaturperioden im Kongress absolvieren. In diese Zeit fielen die Terroranschläge am 11. September 2001, der Irakkrieg und der Militäreinsatz in Afghanistan. Im Jahr 2006 verlor sie mit 48:52 Prozent der Wählerstimmen gegen Jason Altmire.
Bei den Wahlen des Jahres 2008 unterlag sie Altmire erneut. Im Jahr 2012 strebte sie eine Rückkehr in den Senat von Pennsylvania an; dabei scheiterte sie in den Vorwahlen ihrer Partei. Heute arbeitet Melissa Hart für eine große Rechtsanwaltskanzlei.